# Tricolore
Il termine tricolore designa una bandiera di tre colori, rappresentati in tre bande verticali o orizzontali di uguale dimensione, con o senza un carico araldico.
Il tricolore ha origine dal XVI secolo come simbolo repubblicano, di libertà o ancora rivoluzionario. Le bandiere di Francia, Italia, Romania, Messico e Irlanda furono tutte adottate per la prima volta con la formazione di una repubblica indipendente nel periodo tra la Rivoluzione francese e le rivoluzioni del 1848, con l'eccezione del tricolore irlandese, che risale al 1848 ma che fu adottato dopo la rivolta di Pasqua nel 1916.
Nella lingua italiana il tricolore per antonomasia è quello italiano, ciò nonostante con lo stesso termine possono essere indicate anche altre bandiere formate da tre colori.

## Storia

### Origine del tricolore

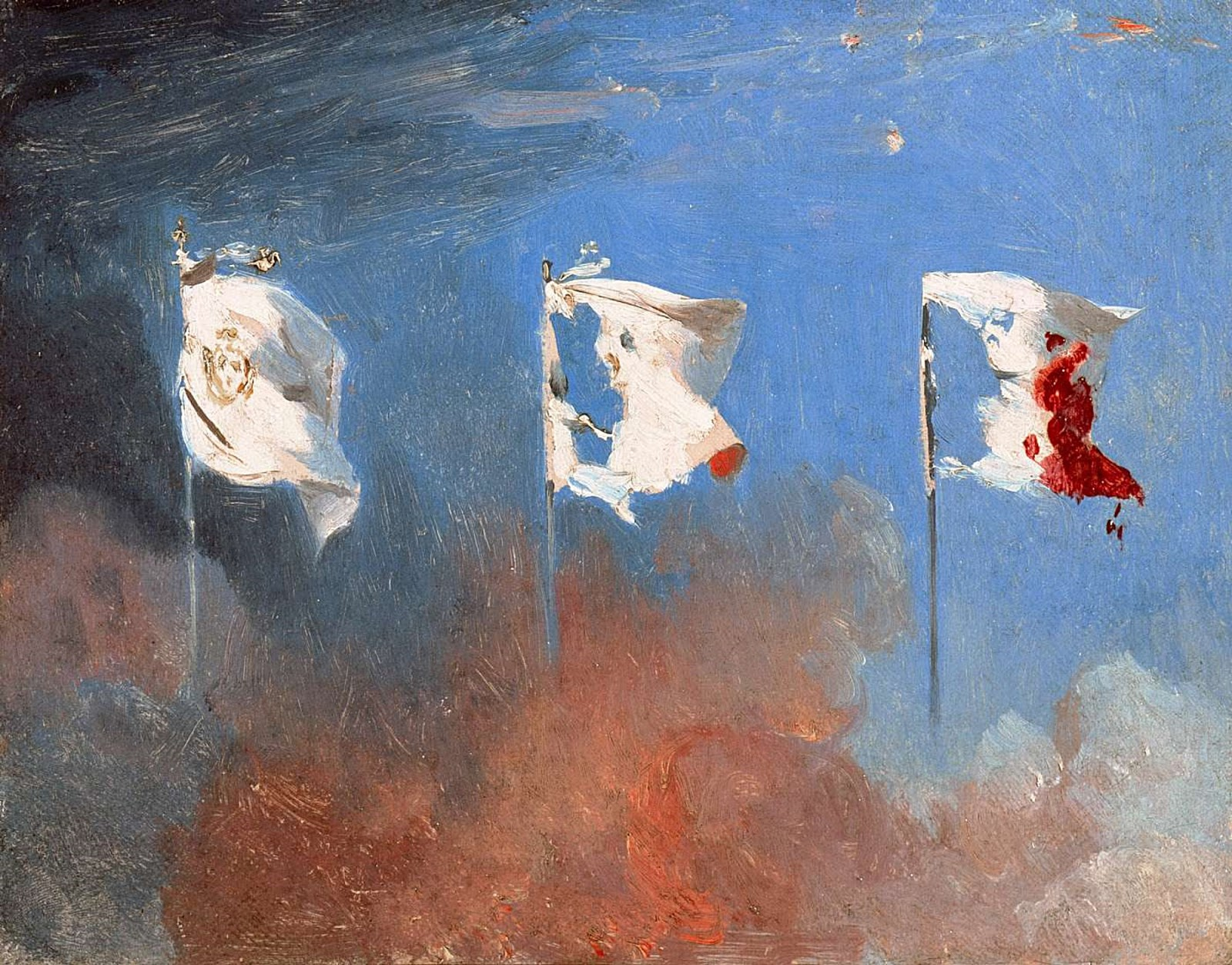
Quadro di Léon Cogniet dal titolo Scène de Juillet 1830, conosciuto anche col nome Les Drapeaux

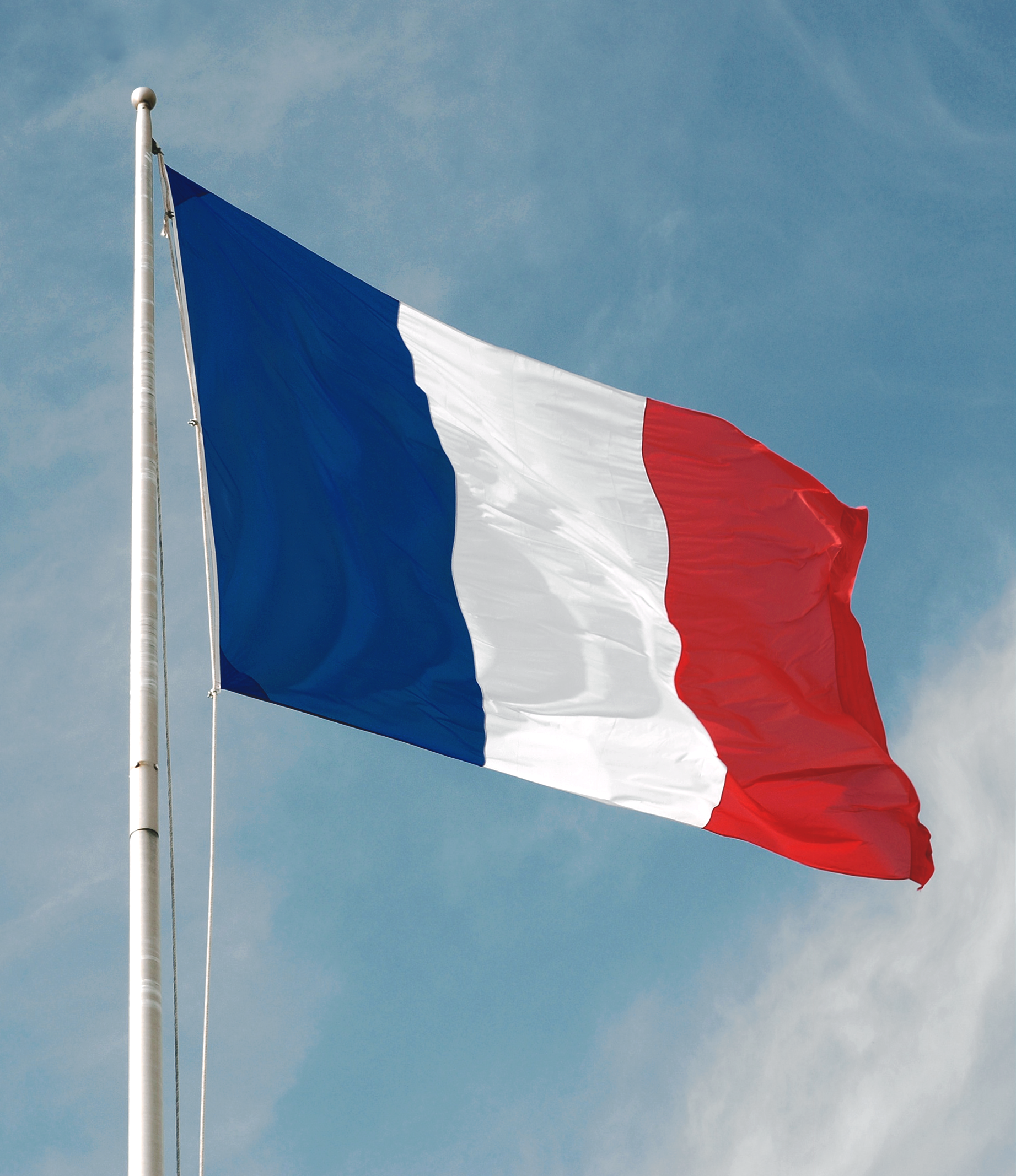
Il tricolore francese

La prima associazione di una bandiera tricolore con il repubblicanesimo è stato il tricolore arancione-bianco-blu del Prinsenvlag (predecessore della bandiera dei Paesi Bassi), usato dal 1579 da Guglielmo I d'Orange durante la guerra degli ottant'anni, la quale ha portato all'indipendenza le Province Unite dall'Impero spagnolo.
Anche se non fu la prima bandiera tricolore, una delle più famose, conosciuta anche come le drapeau tricolore o le drapeau bleu-blanc-rouge, è la bandiera della Francia, adottata dopo la rivoluzione francese.
Con la formazione delle repubbliche sorelle, il tricolore rivoluzionario francese fu esportato e adottato ampiamente in Europa e anche in Italia.
Il tricolore rimase un simbolo repubblicano fino al XIX secolo; in seguito anche diversi monarchie assunsero il tricolore come bandiera nazionale, come il Regno di Sardegna (diventato poi Regno d'Italia) o la Confederazione Tedesca del Nord (diventata poi Impero tedesco), la stessa Francia utilizzò il tricolore durante la monarchia di luglio.
Dopo il 1848, i neonati stati-nazione assunsero il tricolore più per simboleggiare la propria identità nazionale o etnica, che l'anti-monarchismo.
All'inizio del XX secolo, il panslavismo diede origine ai colori panslavi (bianco-blu-rosso); il nazionalismo arabo diede origine ai colori panarabi (i colori sono quattro, bianco-nero-rosso-verde, ma le bandiere hanno spesso tre bande); il panafricanismo diede origine ai colori panafricani (oro-rosso-verde e nero-rosso-verde) e il nazionalismo iraniano diede origine ai colori paniraniani (bianco-rosso-verde).
Nel 1999, una bandiera tricolore rosso-verde-blu è stata proposta come bandiera di Marte, i colori rappresentano: il rosso simboleggia il colore di Marte oggi (pianeta rosso), il verde e il blu simboleggiano la possibile terraformazione di Marte.

### Tricolori transnazionali
Alcuni tricolori a bande orizzontali hanno costituito il modello di altrettante famiglie di bandiere, grazie all'adozione dei loro colori da parte di nazioni e popoli diversi ma vicini per etnia o per altre ragioni. Così, il tricolore russo (bianco, blu e rosso) è diventato matrice dei colori panslavi, quello hashemita (bianco, nero e verde con triangolo rosso) dei colori panarabi, quello etiopico (oro, rosso e verde) di una combinazione di colori panafricani, e lo storico tricolore di Francisco de Miranda (blu, giallo e rosso) dei colori adottati dalle nazioni della Grande Colombia. Non sempre, tuttavia, le bandiere appartenenti a queste famiglie rispettano lo schema del classico tricolore a bande orizzontali di uguali dimensioni e contigue.

### Il tricolore in Italia

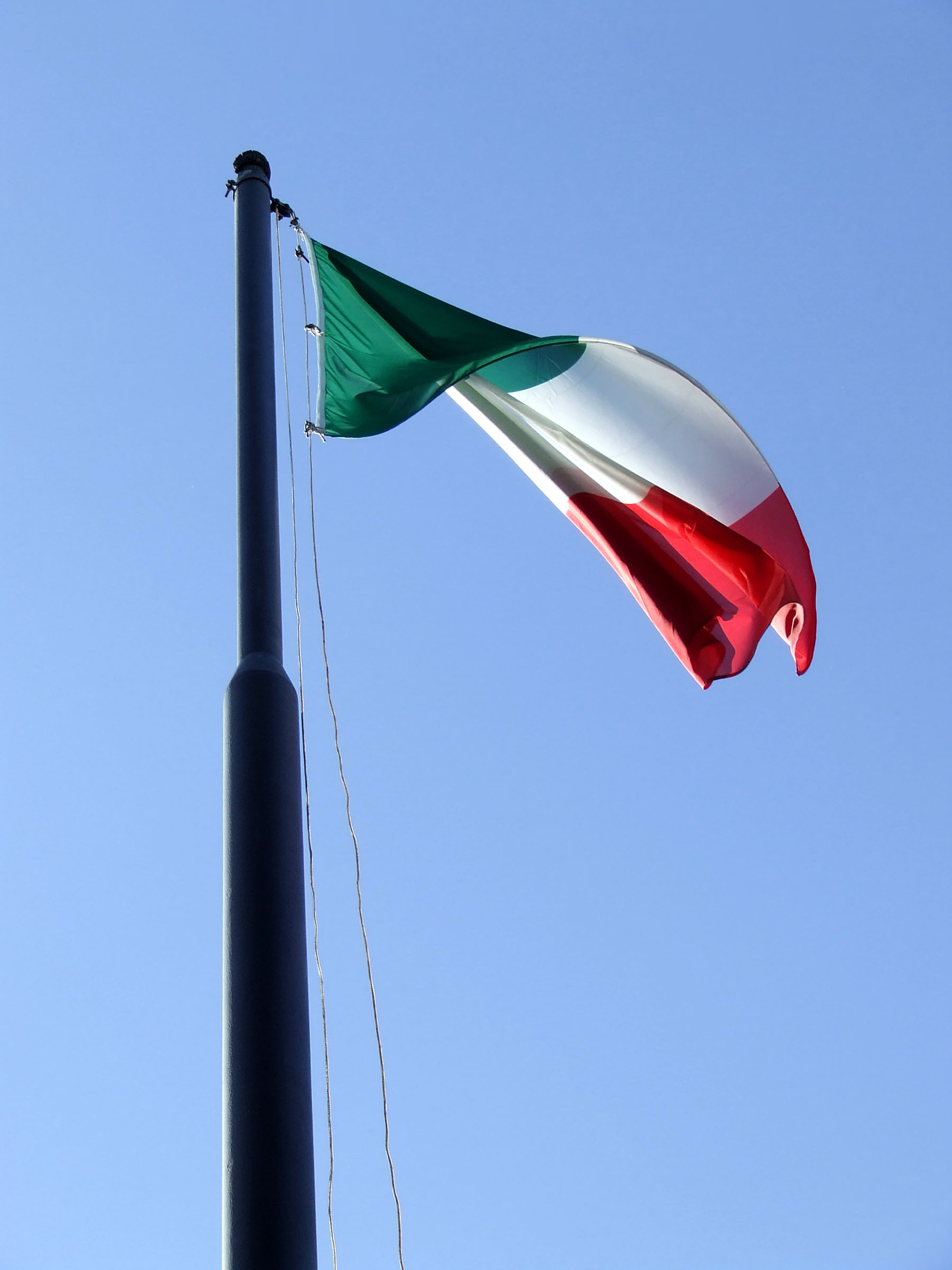
Il tricolore italiano

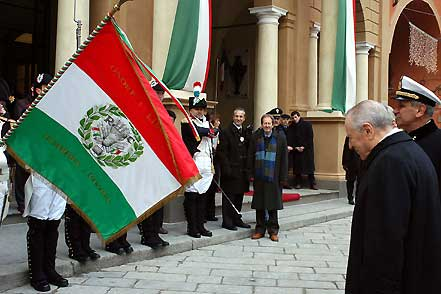
L'allora Presidente della Repubblica Italiana Carlo Azeglio Ciampi rende gli onori alla prima bandiera italiana durante la "Festa del Tricolore" del 7 gennaio 2004 a Reggio Emilia

Il tricolore italiano nacque quando l'adozione di una bandiera nazionale soppiantò l'utilizzo di un drappo con le insegne reali come simbolo patrio. L'origine del tricolore italiano va ricercata nei moti giacobini che avvennero in Italia a fine XVIII secolo e al richiamo alle libertà comunali che parevano vicine agli ideali della Rivoluzione francese.
Il tricolore italiano fu decretato a Reggio Emilia come bandiera della Repubblica Cispadana il 7 gennaio 1797. I colori nazionali hanno tuttavia alcuni precedenti nei tricolori di Bologna, Modena, Felina, Novellara e nel primo tricolore cispadano. Il blu del vessillo francese fu sostituito dal verde probabilmente in relazione ai colori delle divise della Guardia Nazionale milanese. La disposizione era orizzontale con il rosso in alto. L'11 maggio 1798 la Repubblica Cisalpina introdusse una versione a bande verticali.
Nel 1799 la Repubblica Napoletana adottò a sua volta una bandiera tricolore, sempre mutuandola dal tricolore francese, cambiandone il colore bianco in giallo.
Nel 1848 bandiere tricolori vennero fatte sventolare sulla barricate milanesi durante le Cinque giornate di Milano e re Carlo Alberto, prima di incominciare la Prima guerra di indipendenza italiana, adottò come bandiera del suo regno il tricolore verde bianco e rosso, con le bande di colore verticali, inserendovi al centro lo stemma sabaudo.
Lo stesso anno anche l'effimero Regno di Sicilia adottò il tricolore verde bianco e rosso, con al centro la Triscele simbolo dell'isola siciliana; il tricolore venne adottato anche dal Granducato di Toscana con sovrimpresse le armi della casata degli Asburgo-Lorena, dalla Repubblica Romana  con la scritta di ispirazione mazziniana Dio e Popolo.
Nel 1861 il tricolore, caricato dello stemma di Casa Savoia, divenne bandiera ufficiale del Regno d'Italia. Alla nascita della Repubblica lo stemma sabaudo fu abolito e il tricolore, seppure con proporzioni diverse, tornò a essere quello del 1798.
L'uso di questa bandiera è puntualmente sancito da un'apposita norma della Costituzione:
(art. 12 della Costituzione della Repubblica Italiana)

## Bandiere tricolori nazionali

### Tricolori a bande verticali

Bandiera del Belgio
Bandiera del Ciad
Bandiera della Costa d'Avorio
Bandiera della Francia
Bandiera della Guinea
Bandiera dell'Irlanda
Bandiera d'Italia
Bandiera del Mali
Bandiera della Romania

### Tricolori a bande verticali con carico araldico

Bandiera dell'Afghanistan
Bandiera di Andorra
Bandiera del Camerun
Bandiera del Messico
Bandiera della Moldavia
Bandiera di Saint Vincent e Grenadine
Bandiera del Senegal

### Tricolori a bande orizzontali

Bandiera dell'Armenia
Bandiera della Bolivia
Bandiera della Bulgaria
Bandiera della Colombia
Bandiera dell'Estonia
Bandiera del Gabon
Bandiera del Gambia
Bandiera della Germania
Bandiera della Lituania
Bandiera del Lussemburgo
Bandiera dei Paesi Bassi
Bandiera della Russia
Bandiera della Sierra Leone
Bandiera dell'Ungheria
Bandiera dello Yemen

### Tricolori a bande orizzontali con carico araldico

Bandiera dell'Azerbaigian
Bandiera della Birmania
Bandiera della Croazia
Bandiera dell'Ecuador
Bandiera dell'Egitto
Bandiera dell'Etiopia
Bandiera del Ghana
Bandiera dell'India
Bandiera dell'Iran
Bandiera dell'Iraq
Bandiera del Kenya
Bandiera del Lesotho
Bandiera della Libia
Bandiera del Malawi
Bandiera del Niger
Bandiera del Paraguay
Bandiera del Ruanda
Bandiera della Serbia
Bandiera della Siria
Bandiera della Slovacchia
Bandiera della Slovenia
Bandiera del Tagikistan
Bandiera dell'Uzbekistan
Bandiera del Venezuela

## Bandiere tricolori non nazionali

### Tricolori a bande verticali

Bandiera di Benevento
Bandiera di Besançon
Bandiera delle Isole Canarie
Bandiera di Cleveland
Bandiera dell'Iowa
Bandiera della Liguria
Bandiera di Los Angeles
Bandiera di New York
Bandiera di Odessa
Bandiera di Penang
Bandiera di San Diego
Bandiera dell'Udmurtia
Bandiera dello Yukon

### Tricolori a bande orizzontali

Bandiera di Albany
Bandiera della Baschiria
Bandiera della Buriazia
Bandiera della Cabardino-Balcaria
Bandiera della Repubblica di Carelia
Bandiera della Carinzia
Bandiera del Daghestan
Bandiera dell'Estremadura
Bandiera di Františkovy Lázně
Bandiera di Gelsenkirchen
Bandiera della Gheldria
Bandiera di Helgoland
Bandiera della Karačaj-Circassia
Bandiera della Repubblica dei Komi
Bandiera del Kurdistan
Bandiera di Labuan
Bandiera della Lusazia
Bandiera di Mariánské Lázně
Bandiera di Miami
Bandiera del Missouri
Bandiera della Mordovia
Bandiera di Münster
Bandiera dell'Olanda Settentrionale
Bandiera dell'Ossezia Settentrionale-Alania
Bandiera di Perak
Bandiera della Renania-Palatinato
Bandiera della Renania Settentrionale-Vestfalia
Bandiera dello Schleswig-Holstein